# End of Life
Mit der englischen Bezeichnung End of Life (kurz EOL; für das Lebensende bzw. Auslaufprodukt) werden im Elektronik- und Computer-Bereich Produkte, Bauelemente oder Software bezeichnet, die vom Hersteller nicht mehr produziert oder unterstützt werden und daher nicht mehr lieferbar sind. Aber bereits das Nicht-weiter-Nachbessern durch Patches kann Geräte durch unausgereifte Software schnell unsicher bis faktisch unbrauchbar machen.
In der Elektromechanik beschreibt der Begriff End of Life den Abschnitt im Lebenszyklus von Produkten vom Übergang der Serienproduktion bis zur Abkündigung (Nachserienphase). Es werden nur noch kleine Stückzahlen im Rahmen der Auslauf- und Ersatzteilproduktion benötigt. Für Serien- und Zulieferbetriebe lassen sich diese kleinen Stückzahlen oft nicht mehr wirtschaftlich fertigen. Falls Produktionsdienstleister in diesem Stadium für die Originalhersteller die Auslauf- und Ersatzteilproduktion übernehmen, wird dies auch als Auslagerung oder Outsourcing bezeichnet.
In der Elektronik veröffentlichen die Halbleiterhersteller Listen mit den abgekündigten Bauteilen, ggf. mit Nennung eines empfohlenen Ersatztyps. So kann ein Entwickler rechtzeitig klären, ob der Ersatz verwendet werden kann oder ob eine Änderung der Schaltung erforderlich wird.
Im Bereich der Verwaltung von Rechnern in einem Unternehmen wird unter dem EoL eines Rechners dessen Betriebsende verstanden. Die Daten von Festplatten sollten unwiderruflich gelöscht werden, bevor diese verkauft oder entsorgt werden.
Als End-of-Life-Management wird auch die Berücksichtigung des ganzen Lebenszyklus eines Elektronik-Produkts bei der Entwicklung bezeichnet. Hier liegt der Schwerpunkt vor allem auf dem Umweltschutz mit der Entsorgung bzw. Recycling des Produkts nach dessen Gebrauchsdauer.